# Daniel García (atleta)
Daniel García Córdoba (Città del Messico, 28 ottobre 1971) è un marciatore messicano, campione mondiale della 20 km nel 1997.

## Palmarès
| Anno | Manifestazione      | Sede          | Evento       | Risultato | Prestazione | Note                          |
| ---- | ------------------- | ------------- | ------------ | --------- | ----------- | ----------------------------- |
| 1992 | Giochi olimpici     | Barcellona    | Marcia 20 km | 7º        | 1h25'35     |                               |
| 1993 | Universiade         | Buffalo       | Marcia 20 km | Argento   | 1h22'58     |                               |
| 1993 | Mondiali            | Stoccarda     | Marcia 20 km | dq        | dq          |                               |
| 1993 | Giochi CAC          | Ponce         | Marcia 20 km | Oro       | 1h26'22     |                               |
| 1995 | Giochi panamericani | Mar del Plata | Marcia 20 km | Argento   | 1h22'57     |                               |
| 1995 | Mondiali            | Göteborg      | Marcia 20 km | dq        | dq          |                               |
| 1995 | Universiade         | Fukuoka       | Marcia 20 km | Oro       | 1h24'11     |                               |
| 1996 | Giochi olimpici     | Atlanta       | Marcia 20 km | 19º       | 1h24'10     |                               |
| 1996 | Giochi olimpici     | Atlanta       | Marcia 50 km | 9º        | 3h50'05     | Miglior prestazione personale |
| 1997 | Mondiali            | Atene         | Marcia 20 km | Oro       | 1h21'43     |                               |
| 1998 | Giochi CAC          | Maracaibo     | Marcia 20 km | Oro       | 1h23'32     |                               |
| 1999 | Giochi panamericani | Winnipeg      | Marcia 20 km | Argento   | 1h20'28     |                               |
| 1999 | Mondiali            | Siviglia      | Marcia 20 km | Bronzo    | 1h24'31     |                               |
| 2000 | Giochi olimpici     | Sydney        | Marcia 20 km | 12º       | 1h22'05     |                               |
| 2007 | Mondiali            | Osaka         | Marcia 20 km | dq        | dq          |                               |

## Altre competizioni internazionali
1993
- Oro in Coppa del mondo di marcia ( Monterrey), 20 km - 1h24'26

1997
- Argento in Coppa del mondo di marcia ( Poděbrady), 20 km - 1h18'27